# Clivina insularis
Clivina insularis är en skalbaggsart som beskrevs av Jacquelin Du Val. Clivina insularis ingår i släktet Clivina och familjen jordlöpare. Inga underarter finns listade i Catalogue of Life.